# Merimasku
Merimasku (/ˈmeriˌmɑsku/) là một đô thị của Phần Lan.
Vị trí ở tỉnh của Tây Phần Lan thuộc vùng Tây Nam Phần Lan. Đô thị này có dân số 1.513 người (thời điểm ngày 31 tháng 12 năm 2004)và diện tích 51,12 km² (trừ phần mặt biển) trong đó có 0,71 km² là mặt nước nội địa. Mật độ dân số là 30,01 người trên mỗi km².
Dân đô thị này chỉ sử dụng tiếng Phần Lan
Từ ngày 1 tháng 1 năm 2009, các đô thị Merimasku, Rymattylä, và Velkua sẽ được nhập vào thành phố Naantali. Khu vực này sẽ có tên Thành phố Naantali.